# Anna Wohlwill
Anna Wohlwill (* 20. Juni 1841 in Seesen; † 30. Dezember 1919 in Hamburg) war eine deutsche Pädagogin.

## Leben und Wirken

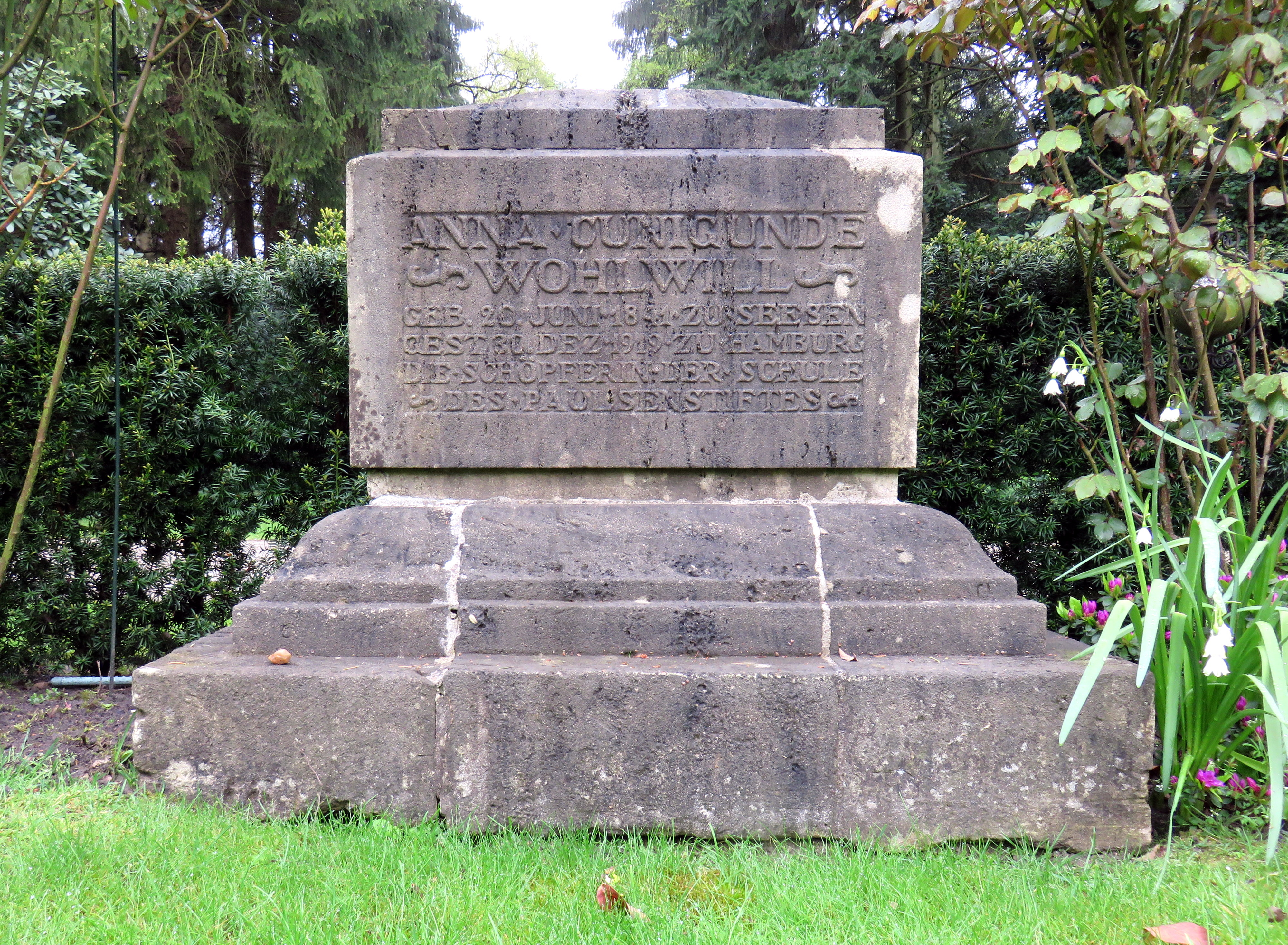
Gedenkstein im Garten der Frauen auf dem Friedhof Ohlsdorf

Anna Wohlwill war die Tochter des jüdischen Schuldirektors Immanuel Wohlwill und dessen Ehefrau Friederike Warburg. Der Vater starb, als sie noch ein Kind war. Im Alter von sechs Jahren zog sie mit der verwitweten Mutter und vier Geschwistern, darunter Emil und Adolf Wohlwill, nach Hamburg. Ihre Mutter erhielt dort als Mitglied der Familie Warburg Hilfe ihrer Verwandten. 
Anna Wohlwill besuchte eine Schule für höhere Töchter und erhielt eine Ausbildung als Lehrerin bei Anton Rée und Otto Jessen. Sie sammelte praktische Erfahrungen als Hilfslehrerin bei Johanna Goldschmidt und Amalie Westendarp, die die Armenschule des Frauenvereins zur Unterstützung der Armenpflege leiteten. Schule und Kindergarten dieses Vereins erhielten 1866 ein Gebäude Bei den Pumpen, das nach der Vereinsgründerin Charlotte Paulsen benannt war und Paulsenstift hieß. Da die bis zu diesem Zeitpunkt ehrenamtlich geführte Einrichtung festangestellte Lehrer und eine Leiterin benötigte, wurde Anna Wohlwill 1866 zur Direktorin berufen. Die bis dahin amtierende Schulleiterin Johanna Goldschmidt legte aus Protest gegen die Ernennung ihre Ämter im Paulsenstift nieder.
Anna Wohlwill führte die überkonfessionelle Einrichtung über mehrere Jahrzehnte. Während ihrer Amtszeit führte die Schule Unterricht in zwei Fremdsprachen und einen neun-, später zehnjährigen Kurs ein. Die Institution entwickelte sich zu einer staatlich anerkannten halböffentlichen höheren Mädchenschule. Der Senat überließ der Einrichtung ein Grundstück an der Bülaustraße, auf dem 1893 ein neues Gebäude mit 430 Schülerinnen bezogen werden konnte. Auch wenn sich der angeschlossene Frauenverein von der Schule löste, führte die Schulleiterin die Tradition der Armenpflege fort. Indem sie Schülerinnen aus allen sozialen Schichten aufnahm und finanziell schlechter gestellte Kinder unterstützte, versuchte sie, soziale Gegensätze auszugleichen. 
1906 feierte Wohlwill ihr 40-jähriges Dienstjubiläum. Ihr zu Ehren wurde in diesem Jahr eine Freistellenstiftung nach ihr benannt. Außerdem erhielt sie vom Hamburger Senat als erste Frau eine goldene Denkmünze. Als die Stadt Hamburg zwei Jahre später Pflegerinnen in der öffentlichen Armenpflege zuließ – ein Amt, das bis zu diesem Zeitpunkt nur wahlberechtigte Bürger ausüben durften – führte Wohlwill das neue Fach Einführung in die soziale Hilfstätigkeit ein. Für sie bedeutete soziale Hilfstätigkeit die Pflege armer und kranker Menschen, Jugendfürsorge und Wohnungspflege. In dem neu geschaffenen Unterrichtsfach versuchte sie, Mädchen das Idealbild von Frauen in der Sozialarbeit zu vermitteln, und stellte aus diesem Grund weibliche Lehrkräfte ein. 
1911 schied Wohlwill aus dem Amt aus. Ihre Nachfolgerin wurde Hanna Glinzer. Obwohl Wohlwill zunehmend erblindete, engagierte sie sich auch im Ruhestand im Vorstand der Schule und unterrichtete zeitweise.
Ihr Grabstein steht im Garten der Frauen auf dem Ohlsdorfer Friedhof in Hamburg.

## Ehrung
Nach ihrem Tod wurde die Wohlwillstraße auf St. Pauli nach der ehemaligen Schulleiterin benannt. Da sie jüdischen Glaubens gewesen war, benannten die Nationalsozialisten sie um. Die Straße trägt diesen Namen erneut seit 1948.